# موشيه مزراحي (سياسي)
موشيه مزراحي (بالعبرية: משה מזרחי‏) هو ضابط شرطة وسياسي إسرائيلي، ولد في 20 سبتمبر 1950 في طبريا في إسرائيل. حزبياً، نشط في حزب العمل الإسرائيلي.

## مناصب
- انتخب عضو الكنيست [الإنجليزية]‏ وقد انضم خلال فترته النيابية [الإنجليزية]‏ (2019 – )  للكتلة البرلمانية حزب العمل الإسرائيلي.
- انتخب عضو الكنيست [الإنجليزية]‏ وقد انضم خلال فترته النيابية [الإنجليزية]‏ (18 أكتوبر 2018 – 2019)  للكتلة البرلمانية الاتحاد الصهيوني.
- انتخب عضو مجلس محلي [الإنجليزية]‏ شوهام (2008 – 2013).
- انتخب عضو الكنيست [الإنجليزية]‏ وقد انضم خلال فترته النيابية  [لغات أخرى]‏ (5 فبراير 2013 – 31 مارس 2015)  للكتلة البرلمانية حزب العمل الإسرائيلي.